# Campeonato Mundial de Handebol Masculino
O Campeonato Mundial de Handebol Masculino(pt-BR) ou Campeonato Mundial de Andebol Masculino(pt-PT?) é uma competição internacional disputada entre as seleções nacionais deste esporte.
O Campeonato Mundial de Handebol Masculino da IHF é organizado pela Federação Internacional de Handebol desde 1938. Nas vinte e oito edições dos torneios realizados, doze seleções conquistaram o título. A França é a equipe mais bem-sucedida com seis títulos, seguida pela Suécia e Romênia com quatro títulos cada. 
O atual campeão é a Dinamarca, que conquistou seu quarto título consecutivo no torneio de 2025 na Croácia, Dinamarca e Noruega.

## História
O primeiro campeonato indoor aconteceu na Alemanha em 1938, envolvendo quatro equipes da Europa compostas por 7 jogadores que competiram em uma fase round robin para encontrar um vencedor. Não seria até dezesseis anos depois que o segundo Campeonato Mundial seria realizado no país da Suécia. Ao longo de sua história, os Campeonatos Mundiais foram dominados por seleções europeias, sem medalhas conquistadas por países não europeus até 2015, pelo Catar. Ao longo dos anos, a organização dos Campeonatos Mundiais mudou. Inicialmente, havia jogos da fase de grupos nas rodadas preliminares e principais, mas desde a edição de 1995 um sistema de mata-mata foi aplicado após a fase preliminar.

## Edições
Segue-se, abaixo, o histórico de edições deste evento esportivo.

## Conquistas por país
| Ordem | País              | Medalha de ouro | Medalha de prata | Medalha de bronze |    |
| ----- | ----------------- | --------------- | ---------------- | ----------------- | -- |
| 1     | França            | 6               | 2                | 5                 | 13 |
| 2     | Suécia            | 4               | 4                | 4                 | 12 |
| 3     | Dinamarca         | 4               | 3                | 1                 | 8  |
| 4     | Romênia           | 4               | 0                | 2                 | 6  |
| 5     | Alemanha          | 3               | 2                | 1                 | 6  |
| 6     | Rússia            | 2               | 1                | 0                 | 3  |
| 7     | Espanha           | 2               | 0                | 3                 | 5  |
| 8     | Croácia           | 1               | 4                | 1                 | 6  |
| 9     | Checoslováquia    | 1               | 2                | 2                 | 5  |
| 10    | União Soviética   | 1               | 2                | 0                 | 3  |
| 11    | Iugoslávia        | 1               | 1                | 4                 | 6  |
| 12    | Alemanha Oriental | 0               | 2                | 2                 | 4  |
| 13    | Noruega           | 0               | 2                | 0                 | 2  |
| 14    | Polônia           | 0               | 1                | 3                 | 4  |
| 15    | Áustria           | 0               | 1                | 0                 | 1  |
| 15    | Catar             | 0               | 1                | 0                 | 1  |
| 15    | Hungria           | 0               | 1                | 0                 | 1  |
| 18    | Eslovênia         | 0               | 0                | 1                 | 1  |

## Histórico de Artilheiros
O detentor do recorde de gols marcados em um único Campeonato Mundial é Kiril Lazarov. Ele marcou 92 gols para   Macedônia do Norte no Campeonato Mundial de Handebol Masculino de 2009.
| Ano  | Jogador                                         | Gols |
| ---- | ----------------------------------------------- | ---- |
| 1938 | Yngve Lamberg Hans-Werner Obermark Hans Theilig | 6    |
| 1954 | Otto Maychrzak                                  | 16   |
| 1958 | Mogens Olsen                                    | 46   |
| 1961 | Petre Ivănescu Zdeněk Rada                      | 24   |
| 1964 | Hans (Ioan) Moser                               | 33   |
| 1967 | Herbert Lübking                                 | 38   |
| 1970 | Vladimir Maksimov                               | 31   |
| 1974 | Ștefan Birtalan                                 | 43   |
| 1978 | Jerzy Klempel Péter Kovács                      | 47   |
| 1982 | Vasile Stîngă                                   | 65   |
| 1986 | Kang Jae-won                                    | 67   |
| 1990 | Roberto Julián Duranona Aleksandr Tuchkin       | 55   |
| 1993 | Marc Baumgartner József Éles Yoon Kyung-shin    | 41   |
| 1995 | Yoon Kyung-shin                                 | 86   |
| 1997 | Yoon Kyung-shin                                 | 62   |
| 1999 | Rolando Uríos                                   | 57   |
| 2001 | Eduard Koksharov                                | 61   |
| 2003 | Carlos Pérez                                    | 64   |
| 2005 | Wissem Hmam                                     | 81   |
| 2007 | Guðjón Valur Sigurðsson                         | 66   |
| 2009 | Kiril Lazarov                                   | 92   |
| 2011 | Mikkel Hansen                                   | 68   |
| 2013 | Anders Eggert                                   | 62   |
| 2015 | Dragan Gajić                                    | 71   |
| 2017 | Kiril Lazarov                                   | 50   |
| 2019 | Mikkel Hansen                                   | 72   |
| 2021 | Frankis Carol                                   | 58   |
| 2023 | Mathias Gidsel                                  | 60   |
| 2025 | Mathias Gidsel                                  | 74   |